# Skousni to!
Skousni to! (anglicky Get Over It) je americký film z roku 2001 režírovaný Tommym O'Haverem. Je také uváděn pod názvem Holka jako lusk.

## Děj
Berke se jako dítě zamiloval do Allison, ale osud je rozdělil. Později se potkají na střední škole začnou spolu chodit. Jejich vztah ale netvrá dlouho, a Berke se rozhodne získat Allison zpět. S tím mu pomáhá jeho kamarád Felix a jeho sestra Kelly. Berke se nakonec zamiluje do Kelly a Allison začne chodit s Felixem.

## Obsazení
| Ben Foster                                             | Berke Landers                     |
| Melissa Sagemiller                                     | Allison McAllister                |
| Colin Hanks                                            | Felix Woods                       |
| Kirsten Dunst                                          | Kelly Woods                       |
| Sisqó                                                  | Dennis Wallace                    |
| Shane West                                             | Bentley 'Striker' Scrumfeld       |
| Zoë Saldaña                                            | Maggie                            |
| Mila Kunis                                             | Basin                             |
| Swoosie Kurtz                                          | Beverly Landers                   |
| Ed Begley Jr.                                          | Frank Landers                     |
| Martin Short                                           | Dr. Desmond Forrest Oates         |
| Carmen Electra                                         | Mistress Moira                    |
| Colleen Fitzpatrick                                    | sama sebe jako zpěvačku Vitamin C |
| Artis Leon Ivey                                        | sám sebe jako rappera Coolia      |
| Christopher Jacot                                      | Peter Wong                        |
| Kylie Bax                                              | Dora Lynn Tisdale                 |
| Dov Tiefenbach                                         | malý Steve                        |
| Jeanie Calleja                                         | Jessica                           |
| Park Bench                                             | Chook                             |
| Daniel Enright                                         | Grendan                           |
| Andrew McGillivray                                     | Hugh Spicer                       |
| Megan Fahlenbock                                       | Shirin Kellysa                    |
| Jonathan Whittaker                                     | Coach Hibble                      |
| Shawn Roberts                                          | Colin                             |
| Sadie LeBlanc (v titulcích uvedena jako Sadie Lablanc) | Jamilla                           |
| Jordan Madley                                          | Corrine                           |
| Ravi Khajuria                                          | Del Molden, Jr.                   |
| Tommy O'Haver                                          | ředitel Love Matters              |